# Ángel Fernández Pérez
Ángel Fernández Pérez (El Astillero, 6 de setembro de 1988) é um handebolista profissional espanhol, medalhista olímpico.

## Carreira
Fernández Pérez conquistou a medalha de bronze com a Seleção Espanhola de Handebol Masculino nos Jogos Olímpicos de Verão de 2020 em Tóquio, após derrotar a equipe egípcia por 33–31 na disputa pelo pódio.